# Orahovica, Bijelo Polje
Orahovica este un sat din comuna Bijelo Polje, Muntenegru. Conform datelor de la recensământul din 2003, localitatea are 479 de locuitori (la recensământul din 1991 erau 601 locuitori).

## Demografie
În satul Orahovica locuiesc 347 de persoane adulte, iar vârsta medie a populației este de 35,9 de ani (36,2 la bărbați și 35,6 la femei). În localitate sunt 130 de gospodării, iar numărul mediu de membri în gospodărie este de 3,68.
Populația localității este foarte eterogenă.
|  |

| Demografie | Demografie | Demografie |
| An         | Locuitori  | Locuitori  |
| ---------- | ---------- | ---------- |
|            |            |            |
|            |            |            |
|            |            |            |
|            |            |            |
| 1948       | 733        |            |
| 1953       | 799        |            |
| 1961       | 880        |            |
| 1971       | 870        |            |
| 1981       | 790        |            |
| 1991       | 601        | 598        |
| 2003       | 521        | 479        |

| \| Componența etnică conform recensământului din 2003[2] \| Componența etnică conform recensământului din 2003[2] \| Componența etnică conform recensământului din 2003[2] \| Componența etnică conform recensământului din 2003[2] \| Componența etnică conform recensământului din 2003[2] \| \| ----------------------------------------------------- \| ----------------------------------------------------- \| ----------------------------------------------------- \| ----------------------------------------------------- \| ----------------------------------------------------- \| \| \| \| \| \| \| \| Sârbi \| Sârbi \| \| 210 \| 43,84% \| \| Muntenegreni \| Muntenegreni \| \| 123 \| 25,67% \| \| Musulmani \| Musulmani \| \| 82 \| 17,11% \| \| Bosniaci \| Bosniaci \| \| 41 \| 8,55% \| \| necunoscută \| necunoscută \| \| 18 \| 3,75% \| |              |  |     |        |
| Componența etnică conform recensământului din 2003 |              |  |     |        |
| |              |  |     |        |
| Sârbi | Sârbi        |  | 210 | 43,84% |
| Muntenegreni | Muntenegreni |  | 123 | 25,67% |
| Musulmani | Musulmani    |  | 82  | 17,11% |
| Bosniaci | Bosniaci     |  | 41  | 8,55%  |
| necunoscută | necunoscută  |  | 18  | 3,75%  |